# Дом Пеля (Гукасовой)
Дом Пеля (Гукасовой) (неофиц. «Пале-Рояль», «Сен-Жермен», «Бельведер») — историческое здание в центре Санкт-Петербурга по адресу Литейный проспект, 46. Перестроен в начале XX века на основе домов середины XIX века. Участок № 46 имеет два лицевых корпуса бывших доходных домов, выходящих на красную линию проспекта, и сад с двухэтажным особняком в глубине владения.

## История

### Строительство

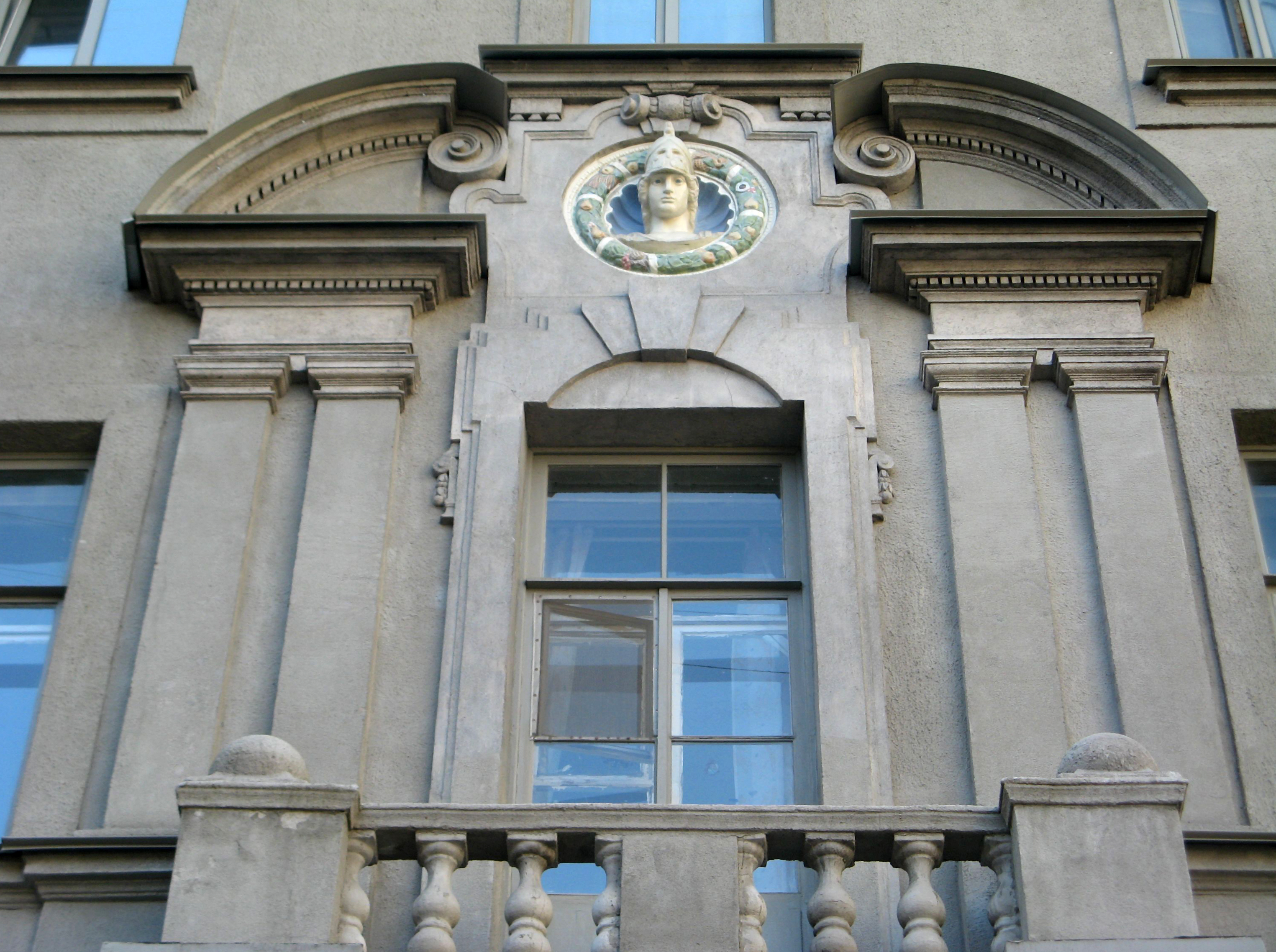
Литейный 46, дворовый фасад

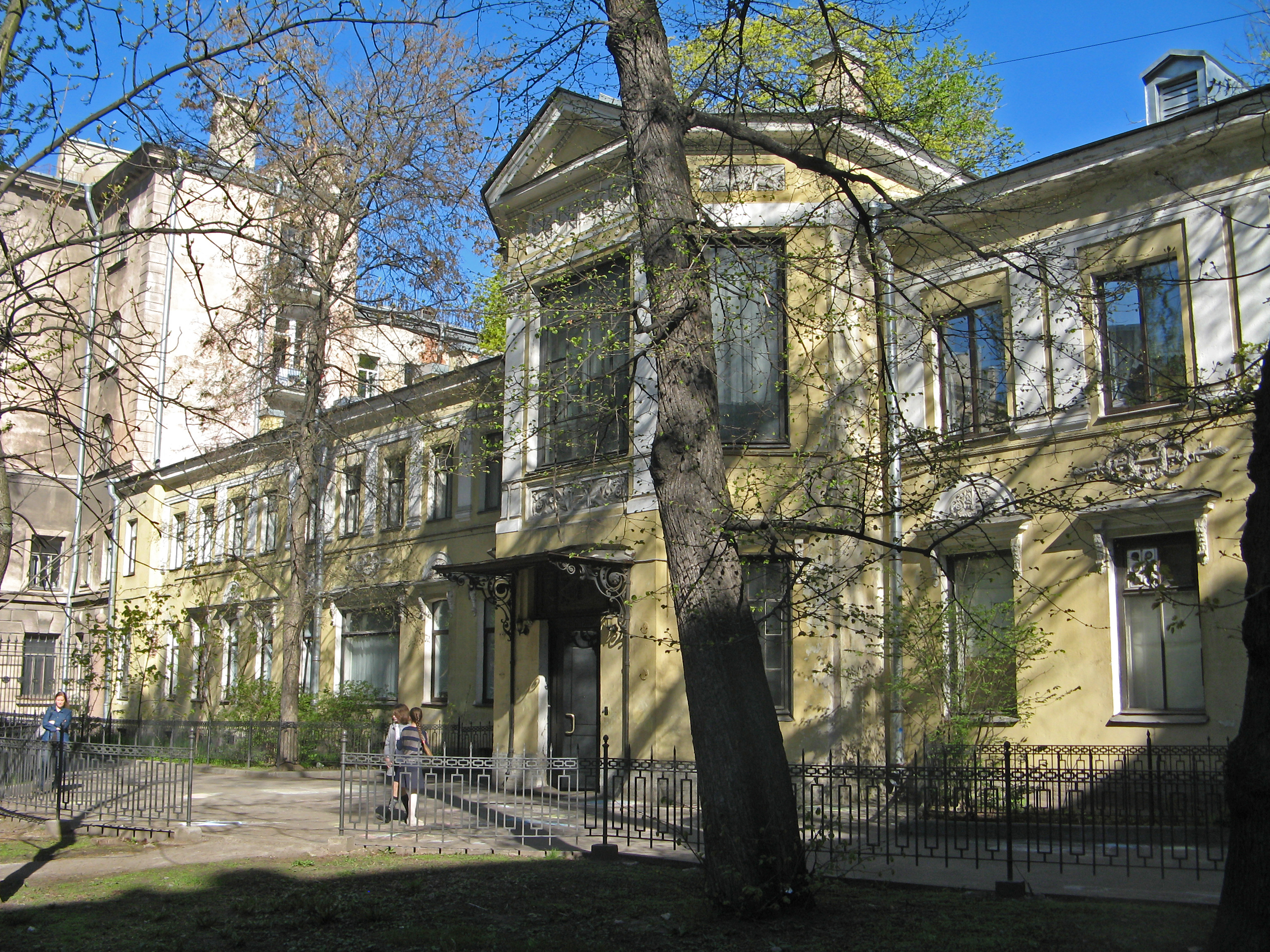
Особняк Гукасова во дворе дома 46

Земельный участок под современным номером 46 по Литейному проспекту имел в первой половине XVIII века номер 229 и предположительно принадлежал графу Бурхарду Христофору Миниху, а затем — супругам Хлебниковым. В правление Павла I участок отошёл казне, затем передали Государственному вспомогательному банку, а в декабре 1801 года — Юнкерскому институту при Сенате. К 1859-му году на участке находилось здание Второго отделения Комиссии составления законов. Здание обменял на соседний дом № 44 академик Александр Пель. Пель провёл реконструкцию лицевого дома, перестроил оранжерею в саду и возвёл в дворовой части владения двухэтажные флигели. В 1891-м участок унаследовал сын архитектора Феликс Александрович.
К началу XX века в лицевом доме были открыты 13 разных магазинов: портняжный, красильный, табачный, перчаточный и проч., дворовую часть занимали хозяйственные постройки. В 1905 году статский советник Фёдор фон Крузе (по другим сведениям — Михаил Фёдорович фон Краузе) купил владение и перестройку, рассчитывая вскоре перепродать дом одному из ведущих нефтепромышленников империи Павлу Гукасову. Фон Краузе снёс хозяйственные постройки и на месте дворовых флигелей построил особняк в стиле парижского загородного поместья, отделив его от остального сада ажурной оградой, копией решётки Летнего сада. Двухэтажное здание окружала оранжерея: в богатой отделке интерьеров выделялся плафон над парадной мраморной лестницей работы школы Виктора Борисова-Мусатова.
В 1909-м году Гукасов выкупил участок и дома, оформив права собственности на супругу Евгению Самуиловну. По его приглашению архитектор Александр Хренов возвёл по красной линии проспекта два пятиэтажных корпуса жилых домов. Их лицевые фасады были выдержаны в лаконичном классическом стиле, а дворовые — оформлены духе Возрождения с массой декоративных элементов.
На внутренних фасадах доходных домов выложены слова «Domus propria Domus optima» и «Dies diem docet», в переводе с латыни — «Свой дом — лучший» и «день учит день». На фасадах также располагаются три скульптурные медальона — голова Минервы (или Афины Паллады), кондотьер Коллеони и меценат Лоренцо Медичи. Для подъезда к особняку во дворе в лицевом корпусе оформили арку с колоннами, мозаикой и лепным декором потолка. В центре внутреннего сада располагался небольшой овальный фонтан с бронзовой женской фигурой.
Средства, полученные от сдачи квартир в доходных домах, использовались на поддержание особняка.

### XX век
В 1914 году на Литейном, 46, была открыта контора Центрального военно-промышленного комитета. Эта организация дублировала деятельность системы госзаказов и распределяла контракты между производствами. Во многом благодаря ей императорскую армию удалось подготовить и перевооружить к наступлению французов в 1916-м году. Одним из конторских служащих в 1915—1917 годах был Марк Шагал.
После революции особняк Гукасовых национализировали, вскоре его заняла Мария Андреева, бывшая гражданская жена Горького, и её комиссариат по театрам и зрелищам. С 1931-го здание стало коммунальным — в нём получали квартиры видные партийные деятели.
Двор дома № 46, расположенный сравнительно недалеко от кафе «Сайгон», в 1980-х стал второй после него точкой притяжения молодёжи и музыкантов. Борис Гребенщиков и Олег Гаркуша вспоминали, что часто ходили туда играть на гитарах и пить портвейн, а Гаркуша даже был бит гопниками. Именно в среде молодёжи двор и получил свои ставшие позднее распространёнными романтические прозвища «Пале-Рояль», «Сен-Жермен» и «Бельведер».

## Современность
За 2008—2013 годы ТСЖ дома добилось установки здания в очередь на ремонт инженерных сетей и кровли, отремонтировали дворовое освещение и покрытие. В 2013 году был открыт конкурс на поиск исполнителя реставрации лицевого и дворовых фасадов, КГИОП оценила смету в 16,3 млн рублей. В 2015-году отреставрировали ограждение сада, а 2019-м году был восстановлен фонтан во внутреннем дворе.
В 2011 году одну из квартир в доме приобрела семья депутата Госдумы Оксаны Дмитриевой. У неё возник конфликт с ТСЖ дома, которое отказалось предоставить в пользование Дмитриевой общественную кладовку. В результате депутат привлекла к разбирательству генеральную прокуратуру, указав на предполагаемые недочёты в работе ТСЖ. Журналисты, жители дома и члены ТСЖ отмечают значительное несоответствие масштаба события тем, которыми обычно занимается генеральная прокуратура, и объясняют, что причиной тому личная антипатия депутата Дмитриевой.